# La Esperantisto
La Esperantisto (Esperantysta) – pierwsze czasopismo w języku esperanto wydawane w latach 1889–1895. Inicjatorem wydania czasopisma dla tworzącego się ruchu esperanckiego był Ludwik Zamenhof. Pierwszym wydawcą został Christian Schmidt, przewodniczący Klubu Języka Światowego w Norymberdze (pierwszego klubu esperantystów). W 1891 wydawcą został Wilhelm Trompeter, główny sponsor esperanta w pierwszych latach istnienia ruchu.
W kwietniu 1892 zmieniono tytuł na Esperantisto.
W 1894 czasopismo miało 717 prenumeratorów, z których 60% stanowili Rosjanie.

## Zamknięcie gazety
W numerze 2/1895 opublikowano esperanckie tłumaczenie artykułu Prudento aŭ kredo? (Rozum czy wiara?) Lwa Tołstoja. W rezultacie cenzura zabroniła gazety w Rosji, gdzie Esperantisto miało najwięcej prenumeratorów. Ostatnim numerem był (wydany w sierpniu) nr 5-6/1895.